# 眠狂四郎女地獄
『眠狂四郎女地獄』（ねむりきょうしろうおんなじごく）は、1968年公開の日本映画。田中徳三監督、市川雷蔵主演による時代劇、第10弾。森田富士郎の趣向を凝らしたカメラワークが、雷蔵を引き立てた。

## 配役
- 市川雷蔵 : 眠狂四郎
- 高田美和 : 小夜姫
- 水谷良重 : お園
- 田村高廣 : 成瀬辰馬
- 小沢栄太郎 : 堀采女正
- 渚まゆみ : しのぶ
- 草薙幸二郎 : 関口
- 近藤宏 : 遠藤
- 五味龍太郎 : 田所源次郎
- 伊藤雄之助 : 野々宮甚内
- 安部徹 : 稲田外記

## スタッフ
- 監督 田中徳三
- 脚色 高岩肇
- 撮影 森田富士郎
- 美術 内藤昭
- 音楽 渡辺岳夫
- 編集 山田弘

## 併映作品
- 『悪名十八番』: 森一生監督

## 市川雷蔵主演 眠狂四郎シリーズ
- 眠狂四郎殺法帖（1963年11月2日公開) 監督：田中徳三
- 眠狂四郎勝負（1964年1月9日公開）監督：三隅研次
- 眠狂四郎円月斬り（1964年5月23日公開）監督：安田公義
- 眠狂四郎女妖剣（1964年10月17日公開）監督：池広一夫
- 眠狂四郎炎情剣（1965年1月13日公開）監督：三隅研次
- 眠狂四郎魔性剣（1965年5月1日公開）監督：安田公義
- 眠狂四郎多情剣（1966年3月12日公開）監督：井上昭
- 眠狂四郎無頼剣（1966年11月9日公開）監督：三隅研次
- 眠狂四郎無頼控 魔性の肌（1967年7月15日公開）監督：池広一夫
- 眠狂四郎女地獄（1968年1月13日公開）監督：田中徳三
- 眠狂四郎人肌蜘蛛（1968年5月1日公開）監督：安田公義
- 眠狂四郎悪女狩り（1969年1月11日公開）監督：池広一夫